# Mohan (Uttar Pradesh)
Mohan es un pueblo y nagar Panchayat situado en el distrito de Unnao en el estado de Uttar Pradesh (India). Su población es de 15071 habitantes (2011). Se encuentra a 38 km al noreste de Unnao.

## Demografía
Según el censo de 2011 la población de Mohan era de 15071 habitantes, de los cuales 7968 eran hombres y 7103 eran mujeres. Mohan tiene una tasa media de alfabetización del 62,33%, inferior a la media estatal del 67,68%: la alfabetización masculina es del 67,84%, y la alfabetización femenina del 56,09%.